# Idioma gorgotoqui
El gorgotoqui es una lengua indígena no documentada de Bolivia que está extinta desde el siglo XVII, anteriormente hablada en la región de la Chiquitanía dentro del departamento de Santa Cruz en el este del país. 

## Historia
Durante el período de las misiones jesuitas de los Chiquitos, el gorgotoqui fue la lengua mayoritaria de la región, llegándose a convertir en lingua franca de la región y la única lengua de la misión jesuíticas de Chiquitos (ICOMOS 1990:59). Un sacerdote jesuita, Gaspar Ruiz, llegó a escribir una gramática de la lengua, aunque actualmente se considera que dicha obra se ha perdido (Adelaar & Muysken 2004:32), y no existe ninguna otra documentación disponible sobre la lengua. Esto convierte al gorgotoqui en una lengua regionalmente importante que desapareció durante el período colonial bajo la presión de otras lenguas indígenas con mayor fortuna (Adelaar 2007:326); la extinción pudo darse en un período de poco más de medio siglo (Alarcón 2001:101).

## Clasificación
Loukotka (1968) clasificó el gorgotoqui como una lengua aislada, aunque Kaufman (1990) la dejó como lengua sin clasificada debido al falta de datos. A partir de comentarios, de que la lengua gorgotoqui "no tenía nada en común" con otras lengas de la región (Oliva & Pazos 1895:15), sólo puede suponerse que no estaba estrechamente emparentada con ninguna otra lengua local, pero no necesariamente que fuera una lengua aislada.